# Luftgau-Plakette des Feld-Luftgaukommandos Belgien-Nordfrankreich
Die Luftgau-Plakette des Feld-Luftgaukommandos Belgien-Nordfrankreich war eine nichttragbare Auszeichnung der deutschen Luftwaffe während des Zweiten Weltkrieges, die vom General der Flieger Wilhelm Wimmer, in seiner Eigenschaft als Befehlshaber des Feld-Luftgaues Belgien-Nordfrankreich gestiftet und erstmals 1943 auch verliehen wurde. Verleihungsvoraussetzung war eine mindestens dreijährige Einsatzzeit im Luftgau.

## Erste Form
Die zunächst aus einer weißen Keramikfliese bestehende quadratische Plakette ist 150 × 150 mm groß und zeigt unterhalb der Oberkante das leicht rechts versetzte Hoheitsabzeichen der Luftwaffe sowie die daran anschließende fünfzeilige Frakturinschrift: Als Anerkennung für / besondere Verdienste / im dreijährigen Einsatz / im Luftgau / Belgien Nordfrankreich. Hinter dem Wort Luftgau, das im Übrigen mit Wirkung vom 16. Dezember 1943 erst in Feld-Luftgau umbenannt wurde, ist das Symbol eines Löwen dargestellt. Sowohl Hoheitsabzeichen, wie auch Schrift sind dabei in rotbrauner Farbe gehalten.

## Zweite Form
In der Folge wurde ab 1944 eine 41 mm durchmessende bronzene Medaille verliehen, die auf ihrem Avers mittig einen sitzenden Löwen zeigt, welcher sich auch auf dem Waterloo-Denkmal („Butte du Lion“) wiederfindet. Umschlossen wird der Löwe von zwei unten gekreuzten kleinen Eichenlaubzweigen sowie die daran anschließende Umschrift: ERHALTEN BLEIBEN MUSS DIE DEUTSCHE NATION. Das Revers der Medaille zeigt im Mittelfeld die sechszeilige Inschrift: FÜR / TREUE / DIENSTLEISTUNGEN / IM BEREICH DES / LUFTGAUKOMMANDOS / BELGIEN NORDFRANKREICH sowie das darunter liegende Hoheitsabzeichen der Luftwaffe. Umschlossen wird diese Symbolik von zwei unten gekreuzten nach oben hin gebogenen und offenen Eichenlaubzweigen, die an ihren oberen und offenen Enden sich in einem Eisernen Kreuz mit mittigen Hakenkreuz vereinen. Von dieser nichttragbaren Auszeichnung existieren jedoch auch tragbare Versionen, die das Avers der Medaille zeigen und auf ihrer Rückseite eine angelötete Broschiernadel besitzen. Ihr Durchmesser beträgt allerdings nur 21 mm.